# 品田寛介
品田 寛介（しなだ かんすけ、1976年3月15日 - ）は、埼玉県浦和市（現さいたま市）出身の元プロ野球選手（投手）。
兄は、元プロ野球選手の品田操士。

## 来歴・人物
花咲徳栄高時代は2年まで野手、3年時から投手に転向も夏の甲子園埼玉県予選では3回戦敗退。
1993年のドラフト6位で広島東洋カープに指名され入団。同校からは2学年上の兄・操士、前年度に同じく広島入りした池田郁夫に続き3年連続投手のプロ入り。
しかし、プロでは一軍はおろか二軍での登板もないまま、1996年に自由契約となり引退。

## 詳細情報

### 年度別投手成績
- 一軍公式戦出場なし

### 背番号
- 65 （1994年 - 1995年）
- 69 （1996年）